# Rob Holding
Robert Samuel Holding, né le 20 septembre 1995 à Stalybridge dans le district métropolitain de Tameside (Grand Manchester), est un footballeur anglais qui évolue au poste de défenseur au Colorado Rapids.

## Carrière

### En club
Le 26 mars 2015, Holding est prêté à Bury, avec lequel il fait ses débuts professionnels lors d'un match contre Cambridge United le 3 avril 2015. Le 11 août 2015, il dispute son premier match avec Bolton en Coupe de la Ligue anglaise contre Burton Albion.
Le 22 juillet 2016, il s'engage avec Arsenal.
En septembre 2023, il est annoncé qu'il quitte le club pour rejoindre un autre club de Premier League,.
Le 1er septembre 2023, Crystal Palace annonce la signature du joueur pour une durée de 3 ans.
Il a fait ses débuts le 26 septembre, à l'extérieur contre Manchester United en EFL Cup, jouant tout le match et recevant un carton jaune lors d'une défaite 3-0.
Début février 2025, il rejoint en prêt pour le reste de la saison le club, Sheffield United, qui évolue en EFL Championship. Le 10 février, il y fait sa première apparition sous ses nouvelles couleurs.

### En sélection
Le 23 mai 2016, il fait ses débuts avec l'équipe d'Angleterre espoirs. Il remporte le Tournoi de Toulon 2016 avec cette dernière.

## Statistiques
| Saison                | Club                    | Championnat           | Championnat | Championnat | Coupe(s) nationale(s) | Coupe(s) nationale(s) | Compétition(s) continentale(s) | Compétition(s) continentale(s) | Compétition(s) continentale(s) | Total | Total |
| Saison                | Club                    | Division              | M.          | B.          | M.                    | B.                    | Comp.                          | M.                             | B.                             | M.    | B.    |
| 2014-2015             | Bury FC (prêt)          | League Two            | 1           | 0           | -                     | -                     | -                              | -                              | -                              | 1     | 0     |
| 2015-2016             | Bolton Wanderers        | Championship          | 26          | 1           | 4                     | 0                     | -                              | -                              | -                              | 30    | 1     |
| 2016-2017             | Arsenal FC              | Premier League        | 9           | 0           | 8                     | 0                     | C1                             | 1                              | 0                              | 18    | 0     |
| 2017-2018             | Arsenal FC              | Premier League        | 12          | 0           | 6                     | 0                     | C3                             | 8                              | 1                              | 26    | 1     |
| 2018-2019             | Arsenal FC              | Premier League        | 10          | 0           | 1                     | 0                     | C3                             | 5                              | 0                              | 16    | 0     |
| 2019-2020             | Arsenal FC              | Premier League        | 8           | 0           | 7                     | 1                     | C3                             | 3                              | 0                              | 18    | 1     |
| 2020-2021             | Arsenal FC              | Premier League        | 30          | 0           | 4                     | 0                     | C3                             | 5                              | 0                              | 39    | 0     |
| 2021-2022             | Arsenal FC              | Premier League        | 17          | 1           | 5                     | 0                     | -                              | -                              | -                              | 22    | 1     |
| 2022-2023             | Arsenal FC              | Premier League        | 14          | 1           | 3                     | 0                     | C3                             | 6                              | 1                              | 23    | 2     |
| Sous-total            | Sous-total              | Sous-total            | 100         | 1           | 34                    | 1                     | -                              | 28                             | 2                              | 162   | 4     |
| 2023-2024             | Crystal Palace          | Premier League        | -           | -           | 1                     | 0                     | -                              | -                              | -                              | 1     | 0     |
| 2024-2025             | Crystal Palace          | Premier League        | -           | -           | -                     | -                     | -                              | -                              | -                              | 0     | 0     |
| Sous-total            | Sous-total              | Sous-total            | -           | -           | 1                     | 0                     | -                              | -                              | -                              | 1     | 0     |
| 2024-2025             | Sheffield United (prêt) | Championship          | -           | -           | -                     | -                     | -                              | -                              | -                              | 0     | 0     |
| Total sur la carrière | Total sur la carrière   | Total sur la carrière | 127         | 2           | 39                    | 1                     | -                              | 28                             | 2                              | 194   | 5     |

## Palmarès

### En club
- Arsenal FC
  - Vainqueur de la Coupe d'Angleterre en 2017 et 2020.
  - Vainqueur du Community Shield en 2017, 2020 et 2024.
  - Finaliste de la Ligue Europa en 2019.

### En sélection
Holding est vainqueur du Tournoi de Toulon en 2016 avec l'équipe d'Angleterre espoirs.